# Sana Safinaz
Sara Safinaz é uma loja de roupas e acessórios, baseada na cidade de Carachi, no Paquistão. Fundada por Sana Hashwani e Safinaz Muneer, esta loja vende produtos sob a demanda de prêt-à-porter, seamless e de alta costura. Em 2014, celebraram bodas de prata devido aos 25 anos de existência da loja.

## História
A empresa foi iniciado por duas jovens, Sana Hashwani e Safinaz Muneer, no ano de 1989 com baixos investimentos. Na época de desenvolvimento da empresa, a participação feminina na força de trabalho, no ramo empresarial e no ramo estilista era ínfima. A população se comovia com a participação das mulheres na indústria. Sana e Safinaz iniciaram o negócio com o intuito de fornecer roupas de alta costura para mulheres paquistanesas, mas depois mudaram o rumo da loja e atribuíram a demanda prêt-à-porter.
Em entrevista ao portal Dawn, Safinaz afirmou que as influências quanto ao estilo das roupas é puramente cultural. Em outubro de 2017, auferiu-se que o Paquistão é um dos países cuja classe média está em alta ascensão. Estando entre os dezoito maiores países do mundo no que tange a classe média, espera-se que a classe média paquistanesa continue a crescer à medida que a população aumente. Indiferente das outras empresas, Sana Safinaz busca atingir a classe média. Ao ter a classe média como foco, as roupas adquirem preços acessíveis e, dessa forma, o contingente de vendas é aumentado. Devido a essa política, a empresa tornou-se uma das maiores varejistas do Paquistão.

## Filiais
Em Sinde, as lojas estão localizadas em Carachi e Hiderabade. Em Punjabe, as lojas estão localizadas em Lahore, Islamabade, Rawalpindi, Multan, Sialkot, Gujranwala, Sargodha e Baaualpur. Na província de Khyber Pakhtunkhwa, a loja é localizada em Peshawar.

## Programa de lealdade
Para agregar novos clientes à loja, são oferecidos programas para clientes leais da loja. É possível, portanto, adquirir descontos, utilizar pontos equivalentes à moeda local, a rúpia paquistanesa, e demais benefícios.